# Kud puklo da puklo (1974.)
Kud puklo da puklo, hrvatski dugometražni film iz 1974. godine.